# Промкомбінат
Промкомбінат (рос. Промкомбинат) — селище Амгинського улусу, Республіки Саха Росії. Входить до складу Чапчилганського наслегу.
Населення — 172 особи (2015 рік).